# Claudia Presăcan
Claudia Maria Presăcan (Sibiu, 28 dicembre 1979) è un'ex ginnasta romena.
Ha conquistato una medaglia d'oro nel concorso a squadre femminile alle Olimpiadi di Sydney 2000. Nella stessa edizione ha ottenuto un quarto posto alla trave.